# Itaju do Colônia
Itaju do Colônia là một đô thị thuộc bang Bahia, Brasil. Đô thị này có diện tích 1217,535 km², dân số năm 2007 là 7710 người, mật độ 6,3 người/km².